# 高德飞·摩根
第一代崔迪迦子爵高德飞·摩根（英語：Godfrey Charles Morgan, 1st Viscount Tredegar，1831年4月28日—1913年3月11日） 是一位英国陆军将领和贵族(Peer)。
高德飞生于格拉摩根郡的卢比拉城堡，是第一代崔迪迦男爵查理摩根（Charles Morgan, 1st Baron Tredegar）的儿子。他读完伊顿公学后在1853年加入英国陆军。

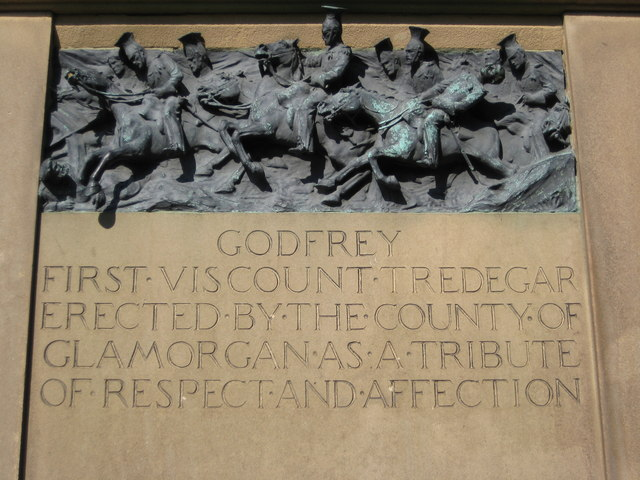
Inscription to Godfrey Morgan, the 1st Viscount Tredegar

1854年，克里米亚战争爆发，时年22岁的高德飞在第17枪骑兵联队任队长。他参与了Alma之战，并在1854年10月25日在Balaclava战役中于死亡谷参与了著名的轻骑兵的冲锋。高德飞在这场惨烈的战斗中幸存，他的战马比格斯爵士（'Sir Briggs'）也存活了下来。高德飞自认是比格斯爵士的矫健身手使得他们在战火纷飞的谷地存活下来。比格斯爵士之后一直生活在纽波特附近的崔迪迦大宅，直到以28岁高寿去世。比格斯爵士葬于崔迪迦大宅的雪松园（Cedar Garden）。 庄园内一条道路亦以比格斯爵士命名，至今庄园内仍可以看到比格斯之墓。
效仿诸多先祖，高德飞也成为了纽波特的著名慈善家。
他将自家大片土地捐赠给了纽波特市议会（时称纽波特公司），这包括今日的Belle Vue公园、皇家格温特医院地块和Rodney Parade即今日的纽波特运动场（Newport Athletics Grounds）等，造福于公众。
这使他在当地人中赢得了好人高德飞（"Godfrey the Good"）的绰号。他曾在1858年担任蒙茅斯郡高级治安官。
 Tredegar succeeded his father as 2nd Baron Tredegar in 1875. 

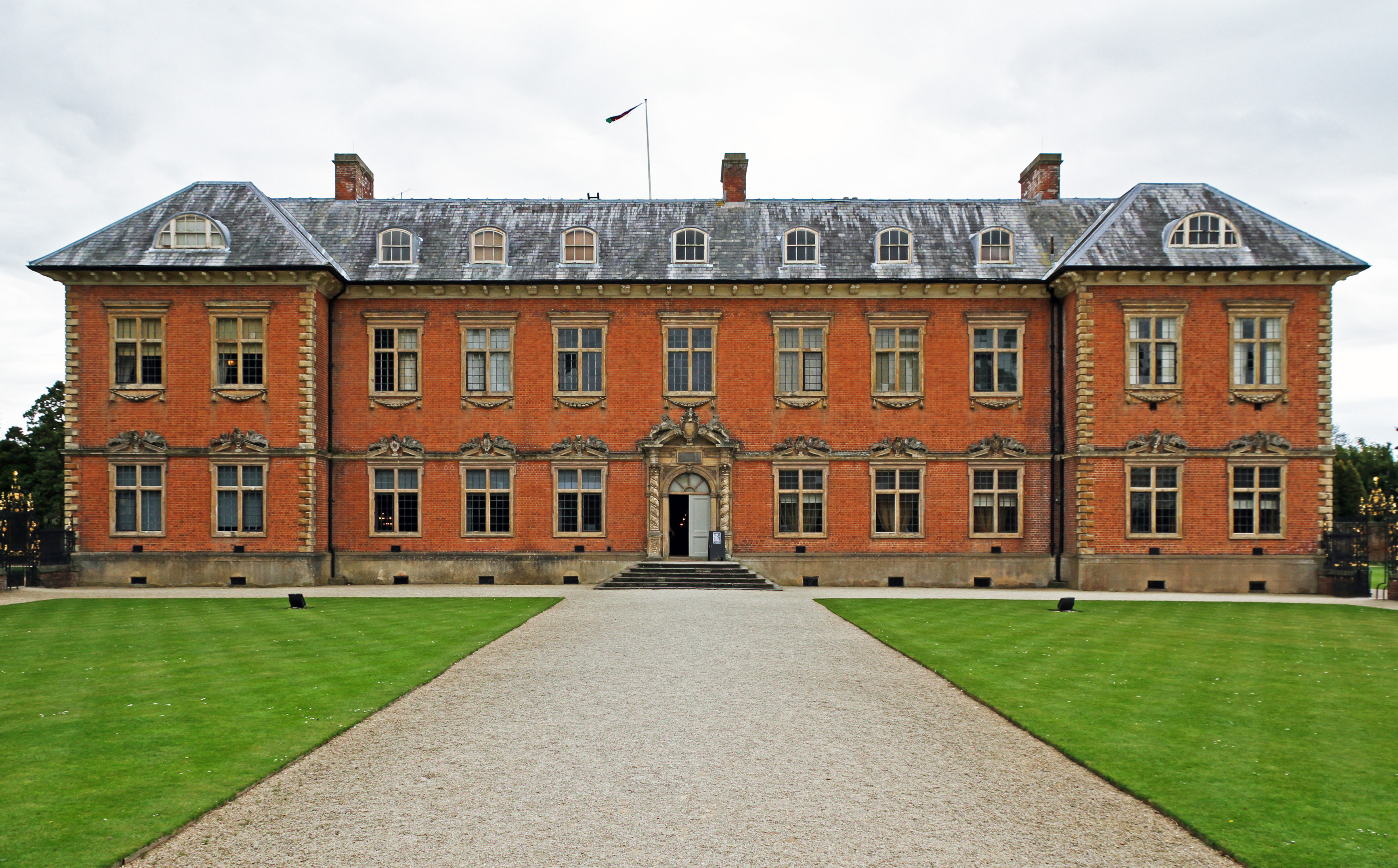
Tredegar House

1902年5月，他从第九代蒲福（Beaufort）公爵Henry Somerset手中买下了纽波特大宅（lordships of the manor of Newport），并获得权力可以在纽波特港口委员会委任一名成员。

1905年，他升任子爵，并成为1909新成立的纽波特市的第一位市民（Freeman）。
1909年10月25日，他被授予卡迪夫城市自由勋章。
高德飞于1913年3月11日去世。，享年81岁。
高德飞安葬于巴萨莱格（Bassaleg）教区教堂。
他一生未婚，因此无人继承子爵爵爵位，爵位消止。
他的男爵位、和家族产业都传给了他的侄子科特尼摩根。
科特尼摩根很少在威尔士，但是他被王室再度授予崔迪迦子爵之位，是为第一代崔迪迦子爵科特尼摩根。

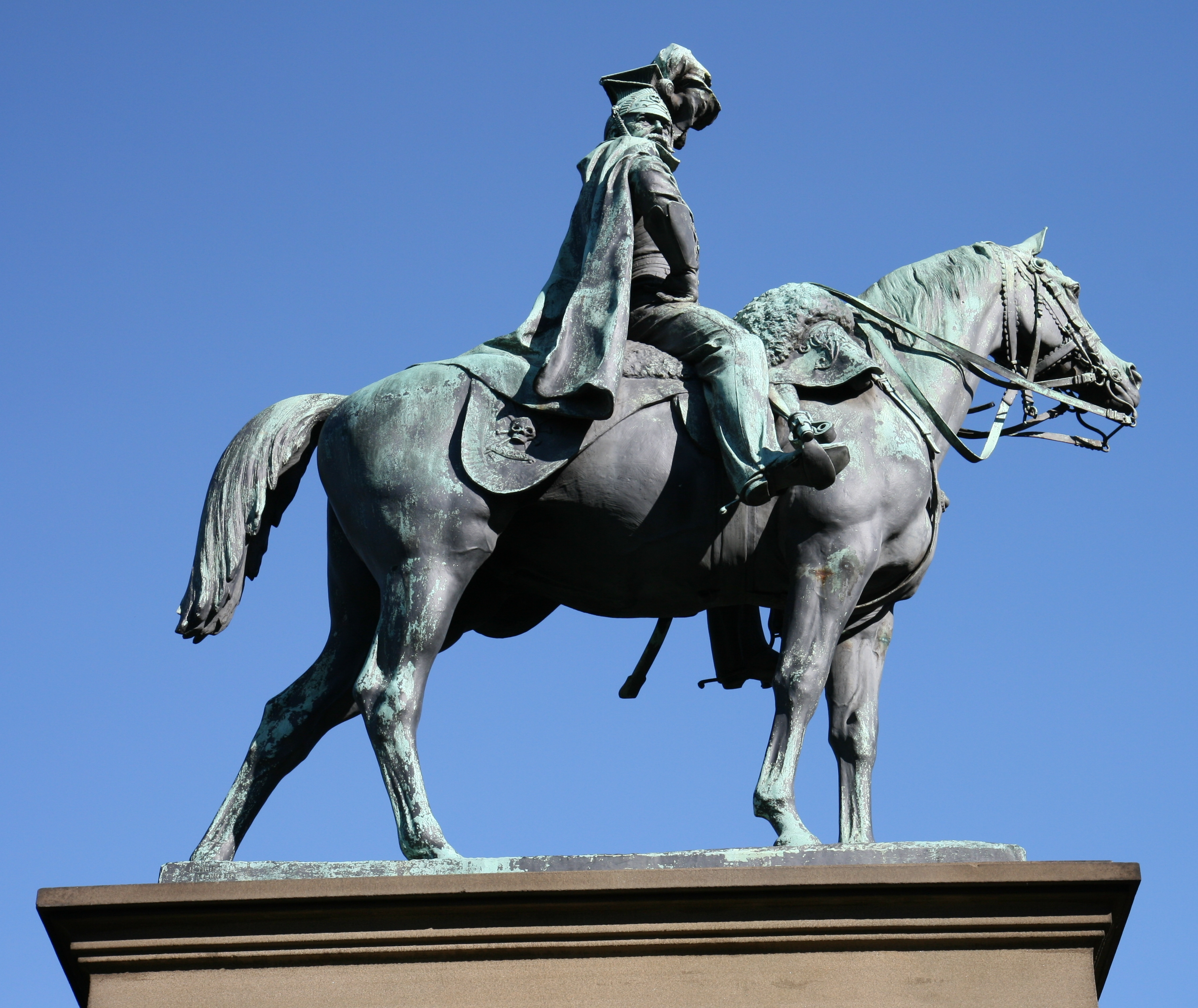
Sculpture in Cardiff by Sir William Goscombe John

1909年，特雷德加子爵的雕像在卡迪夫市Cathays公园的Gorsedd花园揭幕。